# Saint-Jurs
Saint-Jurs település Franciaországban, Alpes-de-Haute-Provence megyében. Lakosainak száma 137 fő (2022. január 1.). Saint-Jurs Bras-d’Asse, Estoublon, Majastres, Moustiers-Sainte-Marie és Puimoisson községekkel határos.

## Népesség
A település népessége az elmúlt években az alábbi módon változott:
| Lakosok száma | 85   | 115  | 121  | 155  | 144  | 139  | 138  | 136  | 136  | 137  |
|               | 1968 | 1982 | 1990 | 2006 | 2013 | 2015 | 2017 | 2019 | 2020 | 2022 |